# Ли Юаньчжэ
Ли Юаньчжэ́ (кит. трад. 李遠哲, пиньинь Lǐ Yuǎnzhé, англ. Yuan Tseh Lee, род. 19 ноября 1936 года) — тайвано-американский химик, лауреат Нобелевской премии по химии за 1986 год. Президент Международного совета по науке (2011—2014). Эмерит-профессор Калифорнийского университета в Беркли.
Член (1980) и президент (1994—2006) Академии наук Тайваня (Академии Синика), член Папской академии наук (2007).

## Награды и премии
- 1969 — Стипендия Слоуна
- 1976 — Стипендия Гуггенхайма
- 1981 — Премия Эрнеста Лоуренса
- 1986 — Премия Петера Дебая[англ.]
- 1986 — Национальная научная медаль США в номинации «Химия», «For his world leadership in the development of molecular beam techniques and their application to the study of chemical dynamics. His work has had an enormous impact on many areas of physical chemistry, especially building up a quantitative bridge between the laws of mechanics and complex macroscopic phenomena.»
- 1986 — Нобелевская премия по химии (совместно с Дадли Хершбахом и Джоном Полани), «За вклад в развитие исследований динамики элементарных химических процессов.»
- 1992 — Фарадеевская лекция
- 2008 — Othmer Gold Medal[англ.]

## Общественная деятельность
В 1992 году подписал «Предупреждение человечеству».
В 2016 году подписал письмо с призывом к Greenpeace, Организации Объединённых Наций и правительствам всего мира прекратить борьбу с генетически модифицированными организмами (ГМО).